# داودا پیترز
داودا پیترز (انگلیسی: Daouda Peeters؛ زادهٔ ۲۶ ژانویهٔ ۱۹۹۹) بازیکن فوتبال اهل بلژیک است که اصالتی غنایی دارد.
از باشگاه‌هایی که در آن بازی کرده‌است می‌توان به باشگاه فوتبال زیر ۲۳ سال یوونتوس اشاره کرد.
وی همچنین در تیم‌های ملی فوتبال زیر ۱۷ سال بلژیک، زیر ۱۷ سال بلژیک و زیر ۲۱ سال بلژیک بازی کرده‌است.